# Буткевич, Геннадий Владиславович
Буткевич Геннадий Владиславович (укр. Генадій Владиславович Буткевич; род. 27 мая 1958, Днепропетровск) — украинский предприниматель, совладелец «АТБ-Маркет».
1 ноября 2018 года были введены российские санкции против 322 граждан Украины, включая Геннадия Буткевича.

## Биография
Родился 27 мая 1958 в Днепропетровске.
Окончил Днепропетровский инженерно-строительный институт (1980) и Днепропетровский национальный университет имени О. Гончара.
При СССР карьеру начал в милиции, работал в управлении по борьбе с экономической преступностью.

## Бизнес
В 1990‑х занялся торговлей.
В 1993 совладелец торговой компании «Агротехбизнес», куда попал после ухода с компании экс-банкира, городского главы Днепродзержинска Ярослава Корчевского.
В 1995—1997 годах возглавляет службу безопасности в компании Единые энергетические системы Украины (ЕЭСУ).
В 1998 году Буткевич с партнёрами зарегистрировали компанию «АТБ маркет» (аббревиатура от «Агротехбизнес») Совладельцами «АТБ» в равных долях до сих пор являются Геннадий Буткевич, Евгений Ермаков и Виктор Карачун.
Деятельность корпорации «АТБ» осуществляется в таких сферах бизнеса, как управление активами, розничная торговля, производство и продажа продуктов питания, оказание услуг в сфере спорта и отдыха. В компании работают более 60 тысяч человек. Предприятие владеет одним из крупнейших на Украине логистическим комплексом с грузооборотом более 70 тыс. тонн в месяц.
Сеть дискаунтеров «АТБ» с долей 3,87 % заняла второе место в ТОП-5 розничных сетей Украины по данным консалтинговой компании GT Partners Ukraine за 2010 г. Согласно рейтингу торговых сетей Украины по количеству торговых точек, подготовленному компанией GT Partners Ukraine, сеть «АТБ» по итогам 2010 года заняла 1-е место. Компания «АТБ-Маркет» вошла в рейтинг топ-500 ведущих компаний Центральной и Восточной Европы по объёму выручки за 2009 г., составленный компанией Deloitte. Товарооборот торговой сети «АТБ» за 2010 год составил более 12,96 млд. гривен (с НДС), за 2011 год — 18,055 млрд грн., за 2012 г. — ок. 26 млрд грн, за 2015 г. — товарооборот составил 46,670 млрд грн. (с НДС).
В корпорацию «АТБ» также входят:
- ООО «АТБ-Маркет»;
- ООО «Ритейл-Девелопмент»;
- ООО «Мясная фабрика „Фаворит плюс“»[6];
- ООО «Кондитерская фабрика „Квітень“»[7];
- ООО Спортивный клуб «Восход»[8];
- Киевский конный клуб Equides (ExRoyalHorseClub)[9].

С 2021 года Буткевич является владельцем футбольного клуба «Полесье» (Житомир)

## Материальное состояние
Занимает первое место в списке самых богатых днепропетровцев.
В 2015 году Forbes оценил состояние Геннадия Буткевича в $159 млн (29 место рейтинга 100 богатейших украинских бизнесменов) и уже увеличившееся до $545 млн в 2024 году https://focus.ua/ratings/667651-reyting-fokusa-25-samyh-bogatyh-lyudey-ukrainy-v-2024-godu/list/4032/gennadiy-butkevich

## Хобби
В 1998 году основал любительский теннисный турнир Dnepr open, который на протяжении 10 лет проводился на теннисных кортах СК «Восход» и был приурочен Дню рождения Буткевича.
Охотник, арендует охотничьи угодья площадью 8 000 га в Иванковском районе Киевской области.
Увлечён конным спортом, помогает развивать этот спорт на Украине.

## Семья
Женат. Двое детей
Жена: Буткевич (Власова) Валентина Фёдоровна (род. 9 января 1958 г. Днепропетровск).
Окончила ДГУ в 1980-м году — факультет «Мех-мат», кафедра «Динамика и прочность машин». Домохозяйка.
Старшая дочь Анна Буткевич — модель, частный нотариус.
Младшая дочь Дарья Буткевич — студентка, занимается конным спортом.